# Украинцы в Израиле
Украинцы в Израиле (укр. Українці в Ізраїлі) — одна из общин на территории Израиля, которая сформировалась преимущественно в новейшее время: начиная от образования государства Израиль и достигая своего пика в конце XX века.
Украинская диаспора в Израиле в основном состоит из еврейских репатриантов из Закарпатья, Одесской, Киевской, Днепропетровской и др. регионов Украины, а также этнических украинцев, граждан Украины, которые находятся в этой стране по причине работы, учебы и по личным делам. По данным посольства в Израиле насчитывается около 500 тыс. выходцев с Украины еврейского происхождения, в том числе несколько десятков тысяч этнических украинцев.

## Репатриация украинских евреев в Израиль
Масштабы эмиграции украинских евреев в Израиль можно оценить по результатам переписей населения 1959, 1970, 1979, 1989 годов в УССР и 2001 года на Украине, по итогам которых наблюдалось снижение численности евреев по причине выезда за рубеж. Анализ процесса эмиграции, показывает что половину еврейской эмиграции составила алия (репатриация) в Израиль, 21,2 % — эмиграция в США, 23,7 % — в ФРГ. Таким образом, подавляющее количество евреев выезжает в указанные три государства, но большинство при этом репатриируется в Израиль.
| Переписи населения на Украине | численность евреев | %    |
| ----------------------------- | ------------------ | ---- |
| перепись 1959                 | 840,1 тыс.         | 2,01 |
| перепись 1970                 | 776,1 тыс.         | 1,65 |
| перепись 1979                 | 632,9 тыс.         | 1,28 |
| перепись 1989                 | 486,6 тыс.         | 0,95 |
| перепись 2001                 | 103,6 тыс.         | 0,21 |

## Обеспечение культурных, языковых, религиозных и других прав

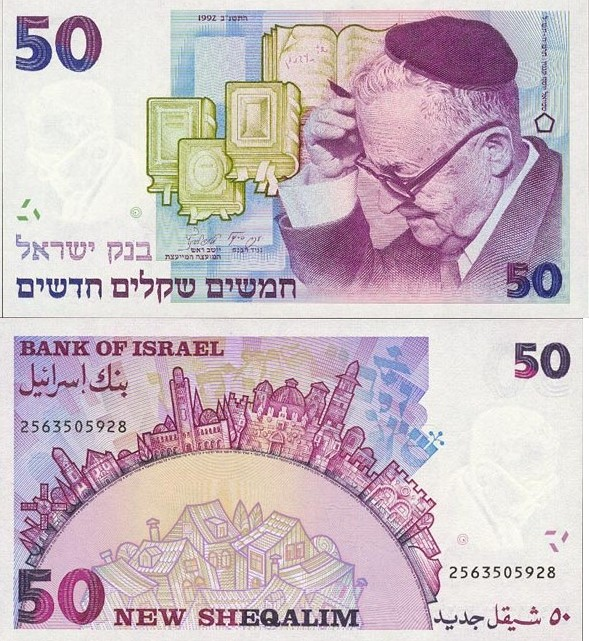
Банкнота достоинством 50 новых шекелей, посвящённая Нобелевскому лауреату, уроженцу Бучача (ныне Тернопольская обл.) Шмуэлю Агнону.

Важной предпосылкой современного культурно-гуманитарного сотрудничества между Украиной и Израилем является присутствие в Израиле около 500 тыс. выходцев с Украины, в том числе нескольких десятков тысяч этнических украинцев. Существенную роль в этом процессе играет и то, что на Украине насчитывается стотысячная еврейская община.
Для Израиля значительный интерес на Украине составляют места, где родились и проживали выдающиеся еврейские религиозные и культурные деятели, и которые ежегодно стремятся посетить тысячи паломников и туристов из Израиля, в частности, могилы цадиков Нахмана в Умани, Шнеура Залмана в г. Гадяч Полтавской области, а также раввина Шапиро Рабиновича в г. Мукачево.
Израильтяне посещают и другие места, связанные с еврейской историей и культурой на Украине. К ним относятся, например, дом в Дрогобыче, в котором проживал выдающийся художник и писатель середины XX века еврейского происхождения Бруно Шульц; дом в Ровно, популярного израильского писателя Амоса Оза и который описан в одной из его книг; место, где родился и провел детство израильский писатель, лауреат Нобелевской премии Шмуэль Агнон в г. Бучач.
В Израиле сохраняется интерес к украинской культуре и языку, прежде всего со стороны выходцев с Украины. В стране проживает ряд писателей, которые пишут на украинском языке и время от времени устраивают литературные вечера. Отдельные вузы имеют в своем штате ученых, занимающихся украинистикой.

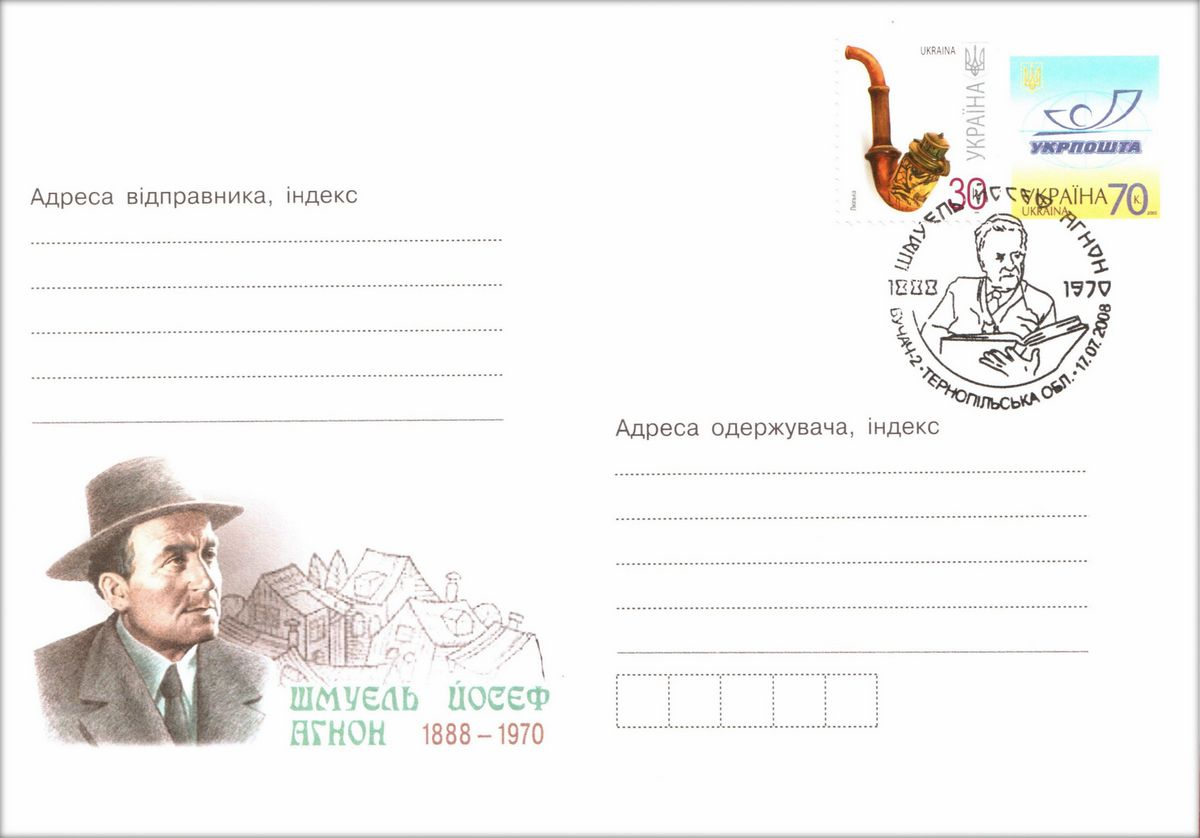
Конверт Украины к 120-летию Шмуэля Агнона. Специальное гашение в день его рождения

С целью обеспечения культурных и духовных потребностей украинского общества, уделяется значительное внимание поддержке деятельности Общества «Украинцы в Израиле», Всеизраильского объединения выходцев с Украины, Общества дружбы и сотрудничества между еврейским и украинским народами, а также Союза украинских писателей Израиля. Существование этих организаций способствует культурно-гуманитарным связям между двумя государствами, сохранению и распространению украинской культуры и языка на территории Израиля.
Регулярно проводятся мероприятия, организованные в разных городах Израиля общественными объединениями выходцев с Украины при участии и по инициативе украинской диаспоры; культурно-художественные мероприятия в Украинском культурном центре в Израиле, а также мероприятия по празднованию юбилейных и памятных дат. Оказывается необходимая поддержка украинским церквям и религиозным организациям в развитии связей с единоверцами за рубежом, а также взаимодействию с ветеранскими и чернобыльскими организациями.
Значительное внимание уделяется проведению выставочной деятельности, проектам творческого, исполнительского и культурно-художественного направления.

## Организации и мероприятия украинской диаспоры в Израиле

#### Израильское общество «Украинцы в Израиле»
Общество основано в 2002 году и является не политической организацией, которая ставит целью популяризацию украинской культуры в Израиле: литературы, народного искусства, традиций, песен, танцев, особенностей бытовой жизни украинцев.

#### Всеизраильское объединение выходцев с Украины
Объединение основано в 1979 году и является общественной, непартийной, некоммерческой организацией.
Основным направлением деятельности объединения является помощь новым репатриантам-выходцам с Украины в их первых шагах в Израиле, в адаптации к новым условиям жизни, в преодолении языкового барьера, налаживании общения и быта. Объединение способствует общественной и культурной интеграции репатриантов с Украины в израильское общество, в реализации их творческого потенциала (кружки изучения иврита, музыкальные и поэтические студии), проводит фестивали искусств и спортивные мероприятия выходцев с Украины.

#### Общественная организация «Israeli friends of Ukraine»
Общественная организация возникла в 2014 году на базе групп активистов и волонтеров «Israel supports Ukraine». Целью деятельности организации является помощь и поддержка Украины, включающая как волонтерскую деятельность, так и различные культурные и социальные проекты.

#### Объединение евреев — выходцев из Закарпатья
Объединение было создано выходцами из Закарпатья, которые приехали в Израиль после Второй мировой войны, а также репатриантами 70-х годов. Главными задачами объединения является сохранение преемственности поколений выходцев из Закарпатья, поддержка связей между объединением и евреями выходцами из Закарпатья как в Израиле так и за рубежом.

#### Фестиваль Украинской культуры в Израиле
Проводится с 2011 года по инициативе Израильского фольклорного театра. Целью фестиваля является поддержка у израильтян, выходцев с Украины, духовной связи со страной происхождения, сохранения культурных традиций Украины в рамках общины, знакомство коренных израильтян с самобытной традиционной украинской культурой и современным искусством. Участие в мероприятиях фестиваля принимают как израильские артисты, так и художники с Украины.